# Загородный (Дагестан)
Загородный (так же известен как МЖС) — поселок в Кировском районе города Махачкала. Не имеет официального статуса.
В центре посёлка расположена мужская Исправительная колония № 2 строгого режима Управления ФСИН по Республике Дагестан.. Колония была образована в 1958 году как исправительно-трудовая колония общего режима, позднее — детская колония, затем колония усиленного режима.

## География
Расположен в 10 км к северо-западу от города Махачкала, у федеральной трассы M29 «Кавказ». Граничит на северо западе с селами Коркмаскала и Шамхал-Термен, на востоке с поселком Семендер.

## Образование
МОУ «Школа № 41»